# Megazostrodon rudnerae
Megazostrodon rudnerae és una espècie extinta de mamaliaforme de l'ordre dels morganucodonts. Hi ha un cert consens per considerar-lo un dels predecessors immediats dels veritables mamífers. Apareix en el registre fòssil fa aproximadament 200 milions d'anys. És de gran importància, car podria ser que fos el protomamífer supervivent de les catàstrofes en què acabà el Triàsic del qual descendeix tota la classe dels mamífers.

## Característiques
M. rudnerae és un dels mamífers primitius semblants a musaranyes que visqueren principalment al període Juràssic. Les característiques d'aquest animal fan suposar que es tractava de l'últim pas de la transició de cinodonts a mamífers «autèntics».
Pel registre fòssil, se sap que M. rudnerae era un animal petit, potser de només 10 a 12 cm de longitud i amb un pes de 20-30 g, que probablement s'alimentava d'insectes, sargantanes i altres membres de la microfauna. Es pensa que potser era nocturn, car tenien el cervell més gros que els cinodonts i les regions encarregades de l'olfacte i de l'oïda estaven ben desenvolupades, cosa que li hauria conferit un cert avantatge a l'hora d'evitar els petits teròpodes amb els quals convivia, o per caçar les seves preses.
M. rudnerae fou trobat a Lesotho el 1966 per Iona Rudner, en honor de qui fou anomenat. Fou descrit per A. W. Crompton i F. A. Jenkins, Jr. el 1968.
Megazostrodon és l'únic gènere ben conegut de la família Megazostrodontidae.